# 뇽테우푸
뇽테우푸(하카어 백화자: ngiòng-theu-fú, 한자: 釀豆腐)는 하카식 두부 요리이다.

## 이름
하카어 발음은 뇽테우푸(ngiòng-theu-fú), 민난어어 발음은 능따우후(nn̂g-tāu-hū)이며, 표준 중국어로는 냥더우푸(酿豆腐, 釀豆腐, niàng dòufu)이다.
말레이시아·싱가포르에서는 용타우푸(yong tau fu)로 알려져 있는데, 이는 광둥어 발음인 "영다우푸(joeng6 dau6 fu6)"에서 유래했다.
태국에서는 옌따포(เย็นตาโฟ)라 불린다.

## 같이 보기
- 진영삼보우